# Miesiącznica trwała
Miesiącznica trwała (Lunaria rediviva L.) – gatunek rośliny wieloletniej należący do rodziny kapustowatych. Występuje w Europie na obszarze od Hiszpanii po zachodnią Rosję i od Szwecji na północy po Włochy, Albanię i Bułgarię na południu. Jako introdukowany rośnie także w Wielkiej Brytanii i we wschodniej części Ameryki Północnej. W Polsce rośnie na licznych stanowiskach w górach (Sudety, Karpaty, Góry Świętokrzyskie) i na bardzo nielicznych i rozproszonych w pasie pojezierzy na północy. Roślina bywa uprawiana jako ozdobna. 

## Morfologia

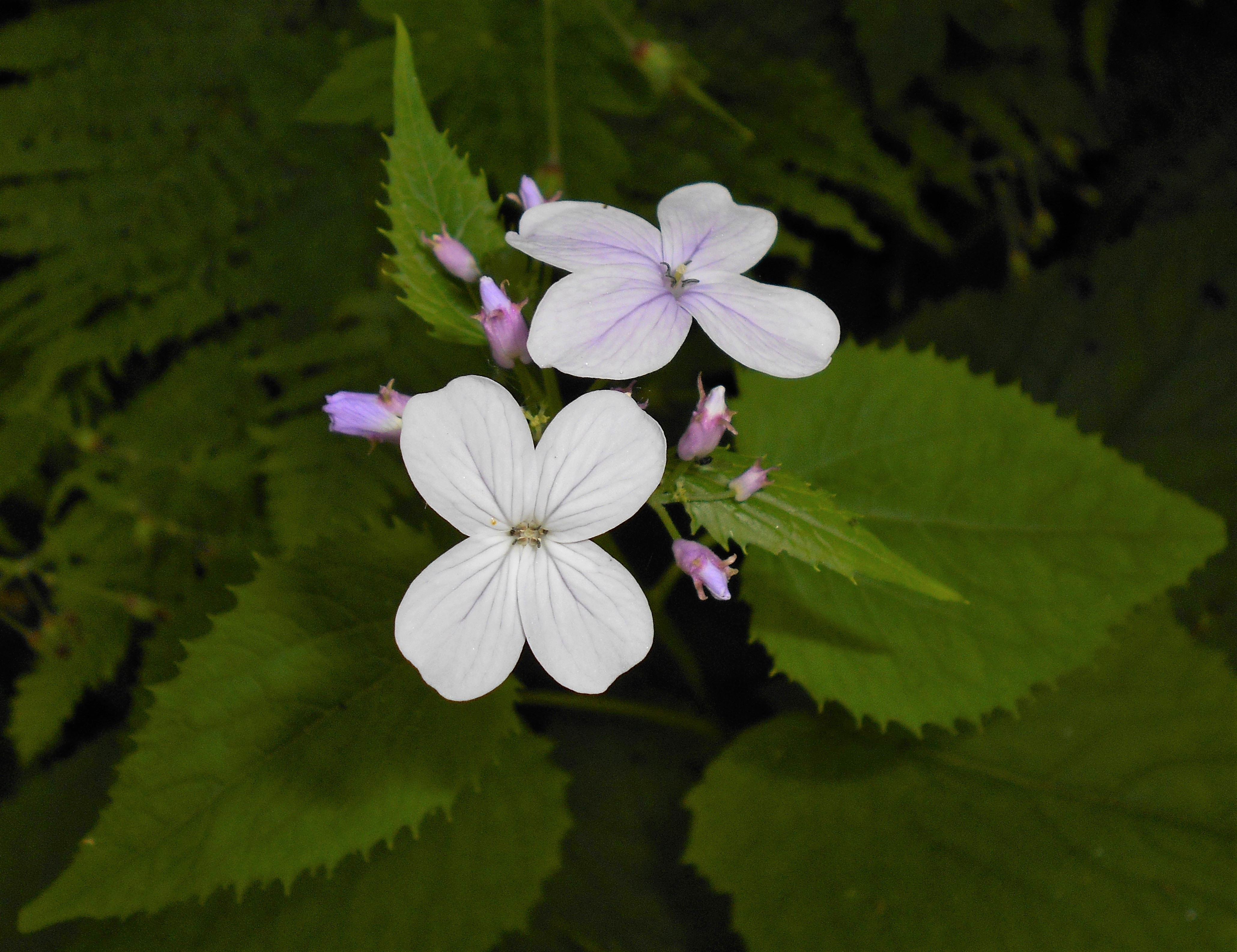
Kwiaty

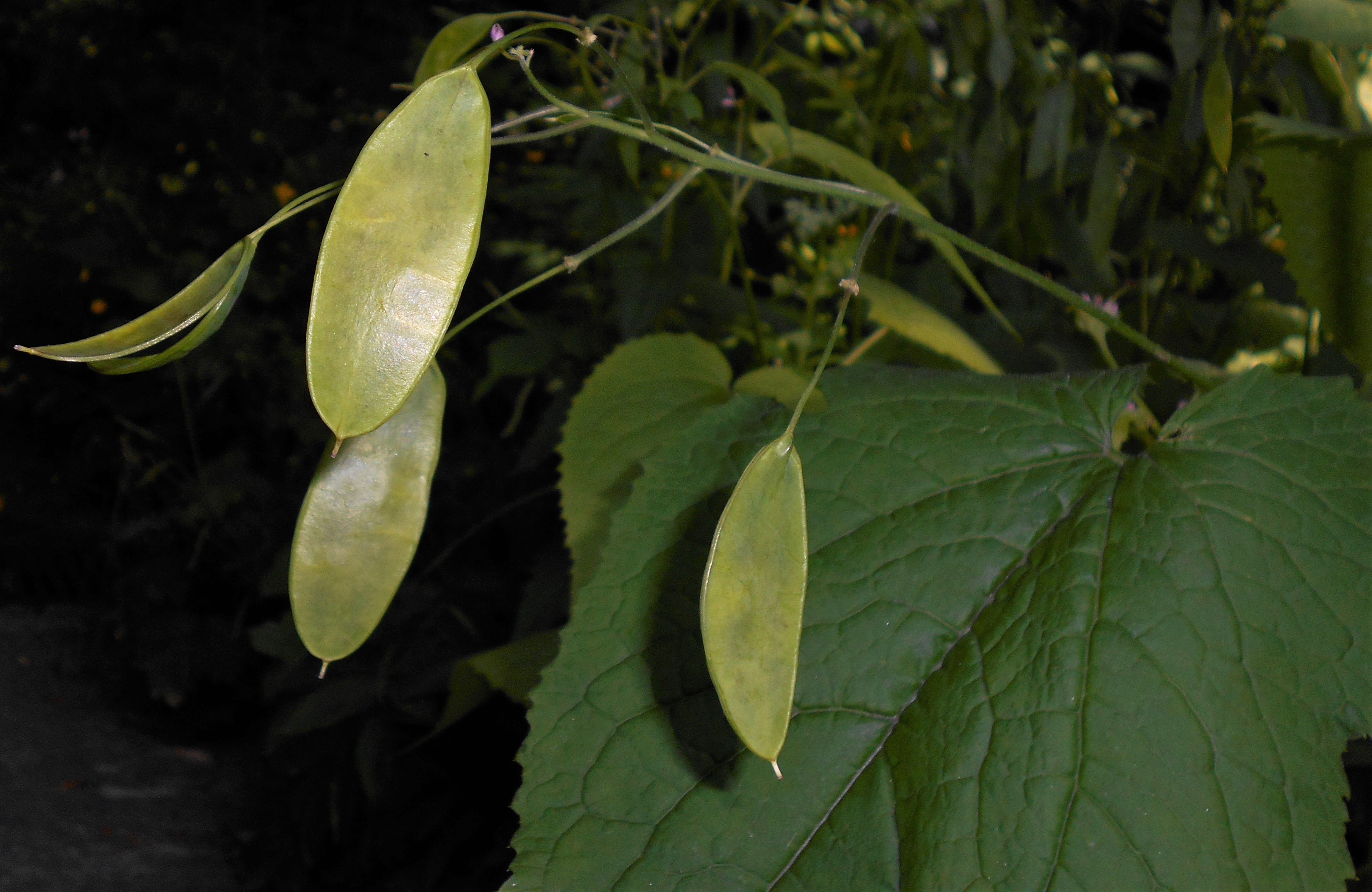
Dojrzewające owoce

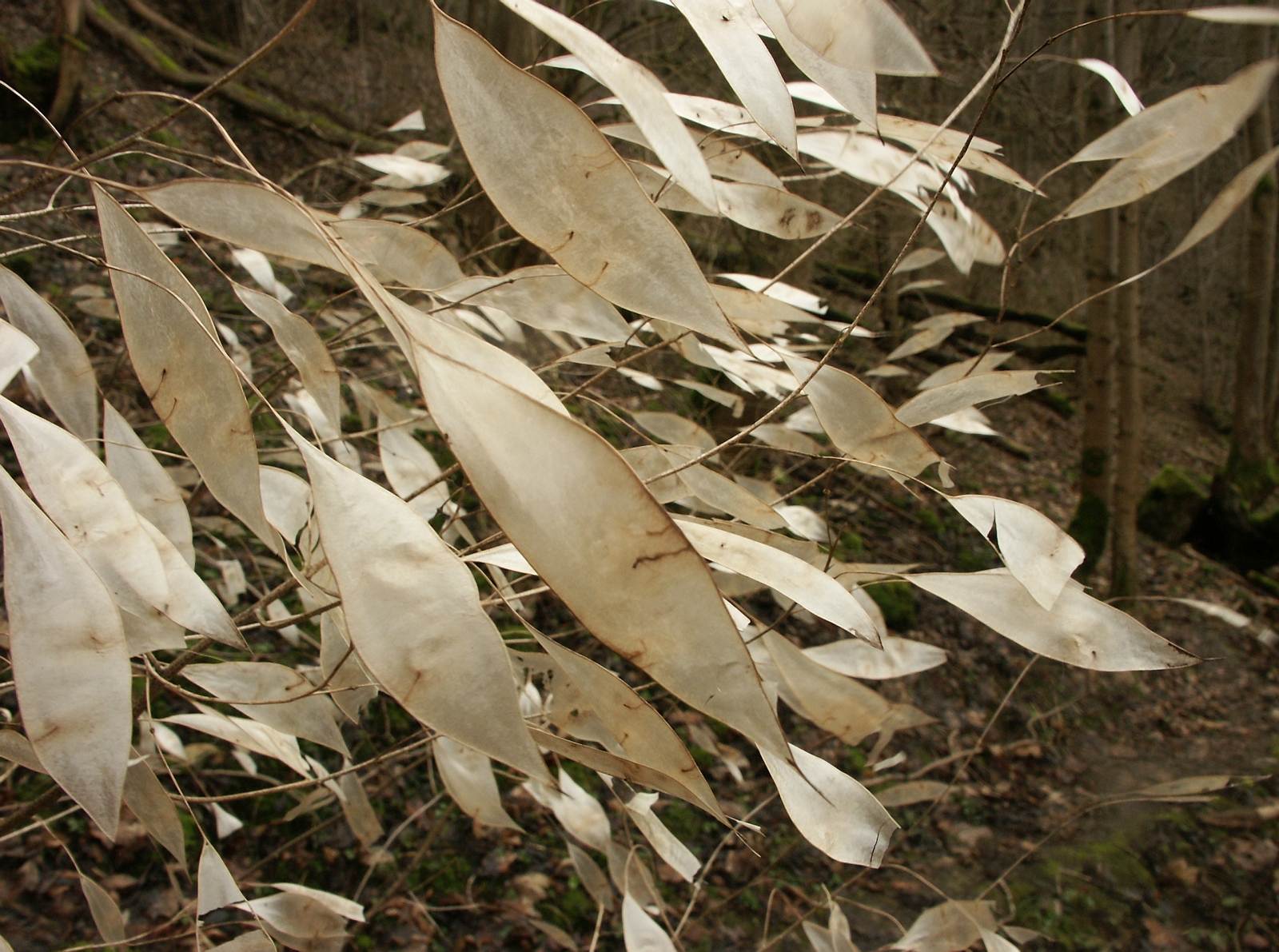
Owoce zimą

PokrójBylina posiadająca kłącze.
ŁodygaWzniesiona, o wysokości 30–150 cm, pęd zielony, owłosiony rozgałęziony od góry.
LiścieWszystkie ogonkowe, sercowate, na brzegu lekko kolczasto ząbkowane.
KwiatyDrobne, bladofioletowe, czterokrotne, zebrane w złożone grona, o przyjemnym zapachu. Płatki korony o długości od 10 do 12 mm, działki kielicha od 4 do 6 mm.
OwoceŁuszczyny eliptyczne, silnie spłaszczone o długości od 3,5 do 9 cm i szerokości do 3,5 cm, na obu końcach zaostrzone, ze srebrzyście błyszczącą przegrodą.

## Biologia i ekologia
Bylina, hemikryptofit. Kwitnie od kwietnia do czerwca, a w wyższych położeniach górskich nawet do końca lipca. Kwiaty rośliny zapylane są przez motyle nocne. Siedlisko: cieniste lasy, wąwozy, zbocza o północnej i zachodniej ekspozycji, podnóża skał, skraje rumowisk i osypisk. Wymaga miejsc wilgotnych, zacienionych. Roślina wapieniolubna, posiada optimum synekologiczne w jaworzynie z miesiącznicą trwałą, w której tworzy często rozległe łany. Nosi ludową nazwę "nocna panna" związaną z tym, że jej kwiaty wydzielają zwłaszcza wieczorem i w nocy dobrze wyczuwalny zapach. W klasyfikacji zbiorowisk roślinnych gatunek charakterystyczny dla All. Tilio platyphylli-Acerion pseudoplatani i zespołu roślinności jaworzyny z miesiącznicą trwałą Lunario-Aceretum. Liczba chromosomów 2n = 30, 60.